# محمد قبلان
محمد جونر قابلان (بالسويدية: Mehmet Kaplan)‏ (ولد في 18 يوليو 1971 في غازي عنتاب، تركيا) هو سياسي سويدي، عضو في حزب الخضر، شغل منصب وزير الإسكان والتطوير العمراني من 2014 إلى 2016. قدم استقالته بعد ظهور تصريحات له يشير فيها إلى أوجه شبه بين اضطهاد اليهود في ألمانيا النازية والحياة اليومية للفلسطينيين. تعرض للانتقاد أيضًا لمقارنته الشباب الذي يذهبون للقتال إلى تنظيم الدولة الإسلامية (داعش) بالسويديين الذين ذهبوا للقتال في حرب الشتاء بين الاتحاد السوفيتي وفنلندا.